# ویتوریو استاکیونه
ویتوریو استاکیونه (انگلیسی: Vittorio Staccione; ۹ آوریل ۱۹۰۴ – ۱۶ مارس ۱۹۴۵) بازیکن فوتبال اهل پادشاهی ایتالیا بود.
از باشگاه‌هایی که در آن بازی کرده‌است می‌توان به باشگاه فوتبال فیورنتینا، باشگاه فوتبال کرمونزه، باشگاه فوتبال کوزنتسا کالچو، و باشگاه فوتبال تورینو اشاره کرد.